# ジョー・エイムズ
ジョー・エイムズ （英語: Joe Ames、1921年5月3日 - 2007年12月22日） は、アメリカ出身のボーカルミュージシャン。1950年代に人気を博した、「エイムス・ブラザーズ」のメンバーとして活躍した。

## 略歴
ジョーは1921年にウクライナからの移民の子供として生まれた。幼少期から他の兄弟と同様にオペラなどを聞いて育ち、エイムス・ブラザーズのメンバーとなる。
オペラが好きだったこともありメトロポリタンオペラで働く事も考えたが、母親にまだ兄弟たちと歌ってくれと止められた。
グループの解散後はドイツへと移住し、1992年までコンサルタントとして第2ドイツテレビで働き音楽プログラムの考案や開発に取り組んだ。

## 私生活
インゲボルグ・ハイトマン・エイムズと結婚しており、死去時に娘と孫がいた。